# Lois Abbingh
Lois Abbingh (Groningen, 1992. augusztus 13. –) világbajnok holland válogatott kézilabdázó, jelenleg a német BV Borussia Dortmund játékosa.

## Pályafutása

### Klubcsapatokban
Abbingh hazájában két csapatban játszott, a V&S Groningennél, és az E&O Emmennél. Ez utóbbival 2010-ben a holland első osztály gólkirálya lett. 2010 óta idegenlégióskodik, ekkor igazolt a német VfL Oldenburghoz. Itt töltött első szezonjában részt vett az EHF-kupában, csapatával az elődöntőig jutott, és a tíz mérkőzésen összesen 60 gólt szerzett. 2012-ben megnyerte a német kupát. 2014-ben igazolt a román HCM Baia Mare csapatához, amellyel bemutatkozhatott a Bajnokok Ligájában. 2016-tól két évig az EHF-kupa-szereplő Issy Paris Hand játékosa. 2018-ban igazolt az orosz bajnok Rosztov-Don csapatához, amellyel újra a Bajnokok Ligájában lépethet pályára, ahol a 2018-2019-es szezonban döntőt játszhatott, de ott vereséget szenvedett a Rosztovval a Győri Audi ETO-tól.

### A válogatottban
A 2011-es junior Európa-bajnokságon a holland csapattal ezüstérmes, illetve 65 találatával gólkirály lett. A felnőtt válogatottal már 18 éves korában részt vett a 2010-es Európa-bajnokságon, és a válogatottnak azóta is tagja. Tagja volt a 2015-ben története első érmét nyerő holland csapatnak, amely ezüstérmes lett a világbajnokságon. Részt vett a 2016-os rioi olimpián, ahol negyedik helyen végzett. A 2016-os Európa-bajnokságon döntőig jutott, a 2017-es világbajnokságon pedig bronzérmes lett és 58 találatával a góllövőlista második helyén végzett, valamint az All-star csapatba is bekerült. 2019-ben világbajnoki címet nyert a nemzeti csapattal, a Japánban rendezett torna döntőjében Spanyolországot győzték le 30–29-re. 71 góljával ő lett a torna legeredményesebb játékosa.

## Sikerei, díjai
- Német kupa győztes: 2012
- Román kupa győztes: 2015
- Román bajnokság ezüstérmese: 2015, 2016
- Világbajnokság legjobb balátlövője: 2017
- Bajnokok Ligája -döntős: 2019
- A 2019-es világbajnokság legeredményesebb játékosa 71 góllal